# Klaus-Ditmar Bachmann
Klaus-Ditmar Bachmann (* 8. Januar 1922 in St. Goarshausen; † 28. April 2005 in Münster) war ein deutscher Pädiater und Hochschullehrer.

## Leben
Wegen der Besetzung des Rheinlandes verzog die Familie 1923 von St. Goarshausen nach Kassel. Nach dem Schulbesuch in Kassel (zuletzt des humanistischen Wilhelms-Gymnasiums), Abitur 1940 und halbjährigem Reichsarbeitsdienst studierte er Medizin an der Philipps-Universität Marburg. Ab April 1941 (Verwundung im September 1941) bis Kriegsende am 10. Mai 1945 war Klaus-Ditmar Bachmann Soldat, anschließend – bis Juli 1945 – in amerikanischer Gefangenschaft in Eger/Sudetenland. Danach konnte er das Medizinstudium fortsetzen und 1948 beenden. Nach Medizinalassistentenzeit und wissenschaftlicher Weiterbildung – zwei Jahre am Anatomischen Institut der Philipps-Universität Marburg/Lahn, dann am dortigen Pathologischen Institut bis 1952 und Promotion zum Dr. med. (Dissertation mit dem Thema Über die Nierenfunktion bei Durst und Diurese) – war Klaus-Ditmar Bachmann ab 1953 an der Universitätsklinik in Köln bei Carl-Gottlieb Bennholdt-Thomsen tätig, wo er 1957 seine Habilitationsschrift zum Thema Leber- und Kalium-Stoffwechsel bei histotoxischer Malonat-Hypoxydose vorlegte. 1958 wurde er dort Oberarzt und 1963 außerplanmäßiger Professor für Kinderheilkunde.
1969 erfolgte der Ruf auf einen Lehrstuhl als ordentlicher Professor und die Berufung zum Direktor der Universitäts-Kinderklinik an der Westfälischen Wilhelms-Universität Münster. 1987 wurde er emeritiert.
Die Hauptarbeitsgebiete von Bachmann lagen im Bereich Neuroblastom und Wilmstumor, Wasser- und Elektrolythaushalt im Säuglings- und Kindesalter sowie in der Entwicklung der ersten speziellen kinderärztlichen Infusionslösungen. Bachmann führte die ersten regelmäßigen Früherkennungs- und Vorsorgeuntersuchungen für Kinder ein. Er war 1967 Mitbegründer der Gesellschaft für Pädiatrische Onkologie.
Von 1986 bis 1999 war er Vorsitzender des Wissenschaftlichen Beirates der Bundesärztekammer.

## Auszeichnungen
- Paracelsus-Medaille der Deutschen Ärzteschaft (1999)